# Мулен Руж (фільм, 1952)
Мулен Руж (англ. Moulin Rouge) — британська мелодрама 1952 року.

## Сюжет
Париж, кінець XIX століття. Молодий художник Анрі Тулуз-Лотрек проводить цілі дні в кафе «Мулен Руж», малюючи дівчат, танцюючих канкан. Але, попри багатство і приналежність до старовинного графського роду, Анрі глибоко нещасливий.
Він — каліка, і лише в обіймах вуличної повії Марі забуває про це. Але незабаром Анрі розуміє, що Марі цікавлять тільки його гроші. Намагаючись полегшити своє горе, Тулуз-Лотрек малює для кафе серію афіш. На ранок він прокидається знаменитим, а «Мулен Руж» назавжди входить в історію.

## У ролях
| Актор          | Роль                          |
| -------------- | ----------------------------- |
| Хосе Феррер    | Анрі де Тулуз-Лотрек          |
| Колетт Маршан  | Марі Шарлет                   |
| Жа Жа Габор    | Джейн Авріль                  |
| Сюзанн Флон    | Міріемм Хайям                 |
| Клод Нольє     | графиня Адель де Тулуз-Лотрек |
| Кетрін Кет     | Ла Гулю                       |
| Мюріель Сміт   | Айша                          |
| Мері Клер      | Марі-Лубе                     |
| Волтер Крішем  | Валентин ле Десос             |
| Гарольд Каскет | Чарльз Зідлер                 |

| Актор         | Роль                   |
| ------------- | ---------------------- |
| Жорж Ланн     | сержант поліції Пату   |
| Лі Монтегю    | Моріс Жоянт            |
| Морін Свонсон | Деніз де Фронтік       |
| Тутті Лемков  | партнер Айши           |
| Джилл Беннетт | Сара                   |
| Теодор Бікел  | Король Сербії Майло IV |
| Пітер Кашинг  | Марсель де ла Воіс'єр  |
| Чарльз Карсон | граф Моісе де Камондо  |
| Волтер Крос   | Бабаре                 |
| Крістофер Лі  | Жорж Сера              |